# José Ignacio Baldó Soulés
José Ignacio Baldó Soulés (San Cristóbal, 1 de agosto de 1898 - Caracas, 20 de noviembre de 1972) fue un médico neumólogo tachirense pionero de la lucha antituberculosa en Venezuela. Hijo de Lucio Baldó Jara quién fuera Ministro del Interior y Secretario de la Presidencia.

## Primeros años
Ingresó a la Escuela de Medicina en Caracas en el año de 1914, graduándose el 20 de julio de 1920. Obtuvo el título de doctor en Ciencias Médicas y poco después continuó su formación profesional en Europa. En principio, su intención era realizar estudios de cirugía en la ciudad de París, sin embargo estando en Suiza, se vio aquejado de una enfermedad respiratoria por lo cual debió internarse en el Wald Sanatorium Platz de Davos para recibir tratamiento, el diagnóstico médico fue tuberculosis pulmonar bilateral cavitaria dando los médicos tratantes un pronóstico reservado y recomendando un tratamiento que consistía en reposo absoluto, sol, aire puro y sobrealimentación, como resultado de su estadía, inició la primera de una serie de estudios relacionados con la tuberculosis. En la década de 1920 y como ayudante del profesor Friedrich Jessen, decidió viajar a Hamburgo y Múnich para completar sus investigaciones de tisiología.

## Contra la tuberculosis
La tuberculosis fue un problema primario de salud pública que afectó a Venezuela hasta mediados del siglo XX, los índices de la época revelaban que durante la dictadura de Cipriano Castro (1899-1908), la tasa de mortalidad era cercana a 700 defunciones de cada 1000 habitantes en ciudades que no pasaban de 50 mil pobladores.
A su regreso a Venezuela fundó, en 1926, una clínica privada, la Policlínica Caracas, emprendiendo, posteriormente, una carrera en la salud pública. Trabajó en el Ministerio de Salubridad, Agricultura y Cría, siendo Médico Adjunto en el Servicio de
Vacunación B.C.G. (Bacilo Calmette-Guérin) creó, en 1936, la División de Tisiología del Ministerio de Sanidad, de la que es nombrado director, desde esa fecha inició una incansable lucha contra la tuberculosis en el país. 
Fue profesor catedrático de Tisiología de la Facultad de Medicina de la Universidad Central de Venezuela desde 1937 hasta 1962. En 1939 Baldó contrajo matrimonio con Josefina Ayala con quien tuvo dos hijas: Josefina y Pilar Baldó Ayala. En ese tiempo elaboró el programa médico para el sanatorio antituberculoso El Algodonal (actualmente "Complejo Hospitalario José Ignacio Baldó", que abrió sus puertas el 2 de mayo de 1940, al frente del cual estuvo hasta los últimos años de su vida.
En 1961 con la celebración del II Congreso Venezolano de Salud Pública, Baldó junto con su equipo de trabajo presentó una ponencia donde expuso la necesidad de preparar personal que atendiera las áreas rurales, carentes de servicios médicos, para que respondieran en casos de emergencia. La idea fue inicialmente rechazada, sin embargo luego de exponer sus experiencias en el campo a lo largo de 1963 su propuesta de la Medicina Simplificada fue finalmente implantada. Tal fue el impacto del programa que no sólo captó la atención nacional, sino que llegó a ser considerado modelo a seguir para su aplicación en otros países por la Organización Mundial de la Salud (OMS), la Organización Panamericana de la Salud (OPS), y por la Organización Latinoamericana de Asociaciones Antituberculosas.
Fundó y fue presidente de la Sociedad de Tisiología de Venezuela, dejó de legado más de 130 trabajos científicos publicados en distintas revistas, entre los cuales destacan:
- Contribución al estudio de las instituciones médico-asistenciales a realizar para la zona industrial del Caroní (1959)
- El educador sanitario (1963)
- Estudios sobre la tuberculosis de la infancia en Caracas (1936)
- La lucha antituberculosa en Venezuela y sus problemas (1944)

Falleció en Caracas el 20 de noviembre de 1972, la Facultad de Medicina de la Universidad Central de Venezuela, acordó tres días de duelo.